# Ronin (película)
Ronin es una película estadounidense de acción estrenada en 1998, dirigida por John Frankenheimer, escrita por J. D. Zeik y David Mamet (bajo el seudónimo de Richard Weisz) y protagonizada por Robert De Niro, Jean Reno, Natascha McElhone, Stellan Skarsgård, Skipp Sudduth, Sean Bean y Jonathan Pryce.
La película trata sobre un equipo de ex agentes especiales contratados para robar un maletín misterioso y fuertemente custodiado mientras navegan por un laberinto de lealtades cambiantes. Fue elogiada por sus persecuciones automovilísticas a través de Niza y París.
Frankenheimer firmó para dirigir el guion de Zeik, que Mamet reescribió para ampliar el papel de De Niro y desarrollar detalles de la trama, en 1997. La película fue fotografiada por Robert Fraisse en su Francia natal del 3 de noviembre de 1997 al 3 de marzo de 1998. Los conductores de autos de carrera profesionales coordinaron y realizaron las acrobacias de los vehículos, y Elia Cmiral compuso la música de la película, su primera para un estudio importante.
Ronin se estrenó en el Festival de Cine de Venecia de 1998 antes de su estreno general el 25 de septiembre de ese mismo año. Los críticos fueron generalmente positivos sobre la acción, el reparto y los aspectos técnicos de la película, mientras que la trama atrajo críticas. La película tuvo un rendimiento inferior en taquilla, recaudando 70,7 millones de dólares con un presupuesto de 55 millones de dólares. Siendo el último largometraje bien recibido de Frankenheimer, fue considerado como un regreso a la forma para el director. El crítico de cine e historiador Stephen Prince llamó a la película la "obra maestra de fin de carrera" de Frankenheimer. Las persecuciones de coches, que fueron comparadas favorablemente con las de Bullitt y The French Connection, fueron incluidas en las listas de varios medios de comunicación como unas de las mejor representadas en el cine.

## Trama
En un almacén en las afueras de París, una mujer irlandesa llamada Deirdre (Natascha McElhone) se reúne con cinco hombres: Spence (Sean Bean), Larry (Skipp Sudduth), Gregor (Stellan Skarsgård), Vincent (Jean Reno) y Sam (Robert De Niro), todos ellos soldados de fuerzas especiales o agentes de inteligencia trabajando ahora como mercenarios. Deirdre informa a todos acerca de la misión para la que ella les ha contratado, que es atacar un convoy armado y robar un maletín, cuyo contenido es desconocido. 
Después de la reunión, el equipo va a un puerto a comprarles armas a unos hombres que se encuentran allí, pero Sam ve a un francotirador en un puente, le dispara y comienza un tiroteo contra los vendedores de armas, acabando todos ellos muertos, y el equipo ileso. Deirde se encuentra con su jefe, el terrorista irlandés Seamus O'Rourke (Jonathan Pryce), quien revela que los gánsteres rusos están intentando comprar el maletín. Más tarde en el almacén, Spence es expuesto como un fraude y sumariamente abandona el equipo, quienes entonces se marchan a Niza, donde durante varios días observan el convoy y la casa donde está el maletín, y planean una emboscada. El equipo intercepta al convoy y persigue a los sobrevivientes por las carreteras circundantes en Niza. Después de una persecución de coches muy larga y disparos, ellos satisfactoriamente logran obtener el maletín. Sin embargo, Gregor traiciona al equipo y roba el maletín, y antes de desaparecer, simulando que está herido, entrega un falso maletín que explota, lesionando seriamente a Larry. 
Gregor intenta vender el maletín a los rusos, pero le dispara a su contacto cuando este intenta traicionarlo. Después contacta con Mikhi (Féodor Atkine), el líder de la banda de gánsteres rusos, y amenaza con vender el maletín a los irlandeses, a menos que Mikhi pague un precio muy alto por él.
Mientras tanto, el resto del equipo le sigue la pista a Gregor gracias a un contacto de Sam, que le informa de que Gregor está en Arlés, en el anfiteatro romano de la ciudad. Después de una tensa oposición y un frenético tiroteo con Gregor y los rusos que negociaban con él, finalmente Gregor escapa del anfiteatro, pero es raptado por Seamus, quien mata a Larry y escapa con Deirdre, justo cuando Sam y Vincent salen del edificio. Sam, gravemente herido durante el tiroteo, va con Vincent a donde está su amigo Jean-Pierre (Michael Lonsdale) en una villa rural francesa.
Tras sacar la bala y dando tiempo a que se recupere Sam, Vincent le pide a Jean-Pierre que le ayude a localizar a Gregor, Deirdre y Seamus. Mientras tanto, en un suburbio de París, Seamus se entera de que el maletín fue enviado a una oficina postal de la ciudad. Después, cuando ellos recuperan el maletín, Sam y Vincent les tienden una emboscada. Después de una persecución en coche a alta velocidad por las calles y túneles de París, Vincent dispara a uno de los neumáticos del coche de Deirdre, Sam frena y lo golpea mandándolo por un elevado de una autopista en construcción. Antes de que el coche explote, Gregor huye de nuevo con el maletín, y Deirdre y Seamus son sacados del coche por los trabajadores de la construcción.
Vincent y Sam, considerando sus opciones, descubren que el maletín es igual a los que se usan para guardar patines de hielo. Después descubren que los rusos están relacionados con una patinadora artística, llamada Natacha Kirilova (Katarina Witt), la protegida de Mikhi, quien realizará una función en la pista de hielo del Zénith de París. Vincent y Sam aparecen en el estadio cuando Mikhi, ya con Natacha, recibió una llamada de Gregor, que demandaba encontrarse con él en el vestuario. En el encuentro, Mikhi cambia el dinero por el maletín. Gregor, preparado para irse, le revela a Mikhi que tiene un francotirador en algún lugar del estadio y que le disparará a Natacha si él no llama al francotirador dentro de 45 segundos. Cuando finaliza el tiempo, Mikhi dispara a Gregor a pesar de todo, sin tener en cuenta que Natacha sería asesinada, entonces Mikhi se prepara para irse con el maletín y su dinero. Mientras tanto, Vincent y Sam siguen a la asustada muchedumbre fuera del estadio a tiempo para ver a Seamus tendiendo una emboscada para robar el maletín. Sam corre por delante de Seamus y encuentra a Deirdre sentada en el coche de huida. Este le revela que él es agente de la CIA actualmente persiguiendo a Seamus. Deirdre huye, dejando a Seamus, con Sam persiguiéndole. En el tiroteo final, Seamus hiere a Sam y se prepara para matarlo, pero Vincent le dispara desde un andamio, matando a Seamus.
Días después, en un café en París, la radio anuncia un acuerdo de paz entre el Sinn Féin y el Reino Unido como resultado de la muerte de Seamus. Sam y Vincent se separan como amigos antes de que Sam se marche con su contacto de la CIA y Vincent se marcha del bar hacia las calles de París.

## Reparto
- Robert De Niro - Sam
- Jean Reno - Vincent
- Natascha McElhone - Deirdre
- Stellan Skarsgård - Gregor
- Skipp Sudduth - Larry
- Sean Bean - Spence
- Jonathan Pryce - Seamus O'Rourke
- Michael Lonsdale - Jean-Pierre
- Jan Triska - Contacto de Gregor
- Féodor Atkine - Mikhi
- Katarina Witt - Natacha Kirilova
- Bernard Bloch - Sergi

## Producción
El escritor David Mamet es visto en los créditos finales de la película como "Richard Weisz", según se informa debido a una desilusión que él tuvo debido a compartir el crédito con J. D. Zeik (el escritor original). Según la producción, las contribuciones de Mamet fueron "menores, limitadas al personaje de Deirdre y a algunas de las escenas de Sam (Robert De Niro)". Según Frankenheimer, "Los créditos deberían decir: Argumento por J. D. Zeik, Guión por David Mamet. Nosotros no tomábamos una línea del guion de J.D. Zeik". Esto fue confirmado por una copia del guion de Zeik mostrando sus contribuciones menores.
El título es derivado del nombre japonés rōnin, usado para el samurái que no tiene señor al que servir, y cuyas motivaciones son, en gran medida, de dinero y supervivencia en lugar del honor y el deber. Muchos de los personajes de la película son agentes desempleados que están a la deriva al fin de la Guerra Fría. La película hace referencia con el nombre Ronin a la leyenda japonesa de los 47 rōnin, aludiendo a las identidades de los protagonistas de la película.
Ronin es notable por el número de persecuciones en coches, especialmente una bastante larga a través de las calles y túneles de París, tanto así que algunas escenas requirieron hasta 150 especialistas. El trabajo realizado en las persecuciones con coches ha sido una especialidad de Frankenheimer, que era un antiguo piloto de carreras, desde entonces hasta su película filmada en 1966, Grand Prix. Aunque las secuencias de acción eran a menudo tomadas por un segundo director, Frankenheimer lo hizo todo él mismo.
Aunque era consciente de las muchas innovaciones en efectos especiales desde entonces, eligió filmar estas secuencias de forma real, sin efectos especiales, para obtener un mayor nivel de autenticidad. De hecho, en muchas de las escenas a alta velocidad estuvieron los actores en los vehículos. Skipp Sudduth hizo casi todo conduciendo él mismo, mientras que otros coches eran conducidos por especialistas con el volante en el lado derecho del vehículo y los choques eran realizados también por un especialista.
Los contenidos del maletín nunca fueron revelados (véase MacGuffin). Mamet escribió que él creía que la revelación de esos detalles podría ser una revelación demasiado obvia, por lo que el director dejó que la audiencia imaginara qué es lo que había en el maletín y respondieran la respuesta por ellos mismos. Esta es una técnica que Mamet ha realizado constantemente en sus películas.